# Микеле Скарпони
Микеле Скарпони (итал. Michele Scarponi; 25. септембар 1979 — 22. април 2017) био је италијански професионални бициклиста у периоду од 2002. до 2017. године. Свој деби на гранд тур тркама забиљежио је 2002. године, када је учествовао на Ђиро д’Италији, који је завршио на 18 месту. Највећи успех остварио је 2011. године када је освојио Ђиро д’Италију. Скарпони је завршио други, иза Алберта Контадора, али је Контадору накнадно одузета победа због допинга. Умро је 22. априла 2017. у саобраћајној несрећи за време тренинга.

## Јуниорска каријера
Скарпони је рођен у насељу Јези, у округу Анкона. Јуниорску каријеру је почео 1997. и прве године је освојио национално јуниорско првенство. 1999. завршио је осми на трци гран при Копакабана, у Боливији.
2001. је освојио трку меморијал Данило Фурлан и друго место на трци Ђиро Ређиони, где је победио на задњој, петој етапи.

## Професионална каријера

### Почетак каријере
Професионалну каријеру почео је 2002. у тиму Аква Сапоне. Прве сезоне је освојио друго место на трци у Ломбардији, где је победио на трећој етапи, што му је била прва професионална победа. У мају, возио је Ђиро д’Италију по први пут. Најбољи резултат било му је десето место на петој етапи, а завршио је на 18 месту у генералном пласману.
2003. је освојио етапу на трци Трофеј интерспар. На класицима је показао добру форму, освојио је четврто место на Лијеж—Бастоњ—Лијежу и седмо на Амстел голд рејсу. Ђиро д’Италију завршио ја на 16 месту, након чега је по први пут возио Вуелта а Еспању и завршио је на 13 месту.
2004. је освојио трку у Ломбардији, уз две освојене етапе, завршио је седми на Лијеж—Бастоњ—Лијежу и освојио је Трку мира. Пропустио је Ђиро д’Италију и возио је по први пут Тур де Франс, завршио га је на 32 месту у генералном пласману и на осмом месту у класификацији најбољих младих возача.

### 2005 — 2010
2005. Скарпони је прешао у шпански тим Либерти Сегурос, где је возио са Албертом Контадором. На Ђиро д’Италији, био је близу победе на четвртој етапи, али је завршио трећи. Ђиро је завршио на 47 месту. На класику Сан Себастијан завршио је на 29 месту, а затим је возио Вуелта а Еспању, завршио је на 11 месту.
2006. Скарпони је повезан са допинг афером Операција пуерто, због чега је избачен са Ђиро д’Италије током етапе 16. Због допинг скандала у који је био увучен велики број возача тима Астана (раније Либерти Сегурос), тим се угасио, а Скарпони се вратио у тим Аква Сапоне, у којем је почео каријеру.
Скарпони је у доброј форми почео 2007. освојио је трку Копи—Бартали (посвећену двојици највећих италијанских возача и великих ривала) и друго место на трци Ђиро дел Трентино. Опет је повезан са допинг афером Операција пуерто и 8. маја 2007. признао је учешће у тој афери, суспендован је на годину дана и отпуштен је из тима. 13. јуна, прешао је у тим Андрони, а вратио се 2008. када је освојио седмо место на трци Ђиро дела Емилија.
2009. је почео петим местом на трци Рута дел Сол (сада Вуелта Андалузија). Освојио је Тирено—Адриатико, уз једну етапу и у доброј форми је дошао на Ђиро д’Италију. Победио је на шестој и на етапи 17, што су му биле прве етапне победе на Ђиру, који је завршио на 32 месту. На крају сезоне, завршио је шести на трци Куп Агостини.
2010. је почео седмим местом на Ђиру Сардиније, а затим је освојио друго место на Тирено—Адриатику, уз победу на четвртој етапи. Милан—Сан Ремо је завршио на 30 месту и по други пут је освојио трку у Ломбардији. На Ђиро д’Италији, победио је на етапи 19 и освојио је четврто место у генералном пласману и најавио борбу за освајање Ђира у будућности. На крају сезоне освојио је треће место на Ђиро дела Емилија трци и друго на Ђиро ди Ломбардији.

### 2011 — 2013
2011. Скарпони је прешао у тим Лампре. Сезону је почео четвртим местом на Ђиру Сардиније, где је победио на једној етапи. На Тирено—Адриатику је освојио треће место, уз једну етапну победу и освојену класификацију по поенима. Милан—Сан Ремо је завршио на шестом месту, а затим је освојио Вуелта Каталонију. На Ђиро д’Италији, Скарпони је био један од фаворита за подијум, али не и фаворит за освајање, поред Алберта Контадора, Дениса Мењшова, Винченца Нибалија и Карлоса Састреа. Ђиро није почео добро, на трећој етапи је пао на спусту и умро Ваутер Вејлант, због чега је била отказана четврта етапа. У наставку Ђира, Контадор је био превише јак и освојио је Ђиро, док је Скарпони освојио друго место, 46 секунди испред Нибалија, Скарпони је завршио други и у класификацији по поенима. Након Ђира, учествовао је на Вуелта а Еспањи, али је напустио током етапе 14. Сезону је завршио на петом месту у UCI врлд тур рангирању.
2012. Алберто Контадор је суспендован због допинга и поништени су му резултати остварени 2010. и 2011. и победа на Ђиро д’Италији 2011. приписана је Скарпонију.
2012. Скарпони је почео седмим местом на Тирено—Адриатику и осмим на Туру Баскијске земље. Осмо место освојио је и на Лијеж—Бастоњ—Лијежу. На Ђиро д’Италији, Скарпони је био фаворит, уз Ивана Баса и Хоакима Родригеза. Рајдер Хеседал је све изненадио добром формом и освајањем Ђира испред Родригеза, док је Томас де Гент јаком вожњом на Стелвију, на етапи 20, истумбао генерални пласман и скочио на треће место. Скарпони је етапу завршио на петом месту, али је заостао много иза Де Гента, који је на хронометру, на задњој, 21 етапи, узео довољно времена и освојио треће место. Скарпони је завршио четврти. Након Ђира, возио је и Тур де Франс, али га је завршио тек на 24 месту.
2013. је почео десетим местом на трци Камијоре, у Тоскани. Освојио је треће место на Вуелта Каталонији и пето на Лијеж—Бастоњ—Лијежу. На Ђиро д’Италији, завршио је опет на четвртом месту, након чега је завршио други на националном првенству. Вуелта а Еспању завршио је на 15 месту, након чега је освојио трку гран при Доноратико. На крају сезоне, завршио је на 16 месту на светском првенству и на осмом месту на трци Ђиро дела Емилија.

### 2014 — 2017
2014. прешао је у казахстански професионални тим Астана. Сезону је почео деветим местима на трци Рута дел Сол и на Тирено—Адриатику. Завршио је осми на Ђиро дел Трентину и био је лидер Астане на Ђиро д’Италији, али је морао да је напусти током етапе 16. Након неуспешног Ђира, Скарпони је био помоћник Винченцу Нибалију на Тур де Франсу, Нибали је освојио Тур, а Скарпони је завршио на 49 месту.
2015. Скарпони је имао улогу помоћника за лидере Астане, Винченца Нибалија и Фабија Аруа и није био оптерећен личним резултатима. Завршио је на 23 месту на Тирено—Адриатику, на 21 на Милан—Сан Рему, док је мало бољи резултат остварио на Туру Баскијске земље, завршио је шести. На Тур де Франсу, био је опет помоћник Нибалију, који је био у лошој форми, али је завршио четврти, Скарпони је завршио на 41 месту. Класик Сан Себастијан завршио је на 15 месту, а на крају сезоне је освојио друго место на Вуелта Бургос трци, где је заједно са сувозачима из тима Астана, победио на екипном хронометру.
2016. је победио са Астаном на екипном хронометру на Ђиро дел Трентину, где је завршио на 14 месту у генералном пласману. На Ђиро д’Италији, био је помоћник Нибалију који је на задној етапи освојио Ђиро, Скарпони је завршио на 16 месту.
На Вуелта а Еспањи, Скарпони је дошао као помоћник за Мигела Анхела Лопеза и као евентуални план Б за генерални пласман. Лопез је пао на петој етапи и сломио три зуба, завршио је етапу, али је изгубио доста времена и напустио је Вуелту на шестој етапи. Скарпони је преузео улогу лидера и био је доста јак у брдима. На десетој етапи је завршио шести и дошао је до деветог места у генералном пласману. На етапи 11 је завршио седми и напредовао је једну позицију у генералном пласману. За једну позицију је пао на етапи 14, а за још једну на етапи 15 и на други дан одмора је отишао са десетог места.

## Смрт
Микеле Скарпони умро је 22. априла 2017. када га је за време тренинга, у италијанском граду Филотрано, ударио камион. За то време још је био активан возач казахстанског тима Астана.